# El Cuento del Dumenge
El Cuento del Dumenche era una revista valenciana i en valencià fundada en 1908 per Lluís Bernat i Ferrer, i que des de 1914 fins al seu tancament en 1921 va ser publicada i dirigida per Vicent Miguel Carceller. Tenia un preu de 30 cèntims de pesseta. Durant el seu primer any hi col·laboraren prop de cent autors, la majoria joves. En 1918 va canviar el seu nom a El Cuento del Dumenge.
El canvi de nom no va estar exempt de polèmica, entre els seguidors de Teodor Llorente, favorables a l'abandó de la grafia castellanitzant per un nivell més culte de la llengua (el valencià de guant), i els qui preferien l'ús de la llengua pròpia dels escriptors d'espardenya, com Lluís Bernat, fundador de la revista.
Revista d'unes vint pàgines, al seu interior es podien trobar cada setmana obres curtes, normalment de gènere teatral. Cada setmana hi havia una col·laboració d'un autor diferent (rarament n'eixien més de dos). En algun número de falles deixaven la literatura de banda per centrar-se en l'actualitat de la festa, i a les seues pàgines també es publicaren alguns guanyadors de concursos de narrativa de Lo Rat Penat. S'hi van publicar obres d'Eduard Escalante i de Vicent Blasco Ibáñez. Entre els seus col·laboradors hi va haver Carles Salvador.
Després de la seua desaparició en 1921, editorial Carceller publicà a partir del mateix any la revista Nostre Teatro, de temàtica similar.